# Paolo Mieli

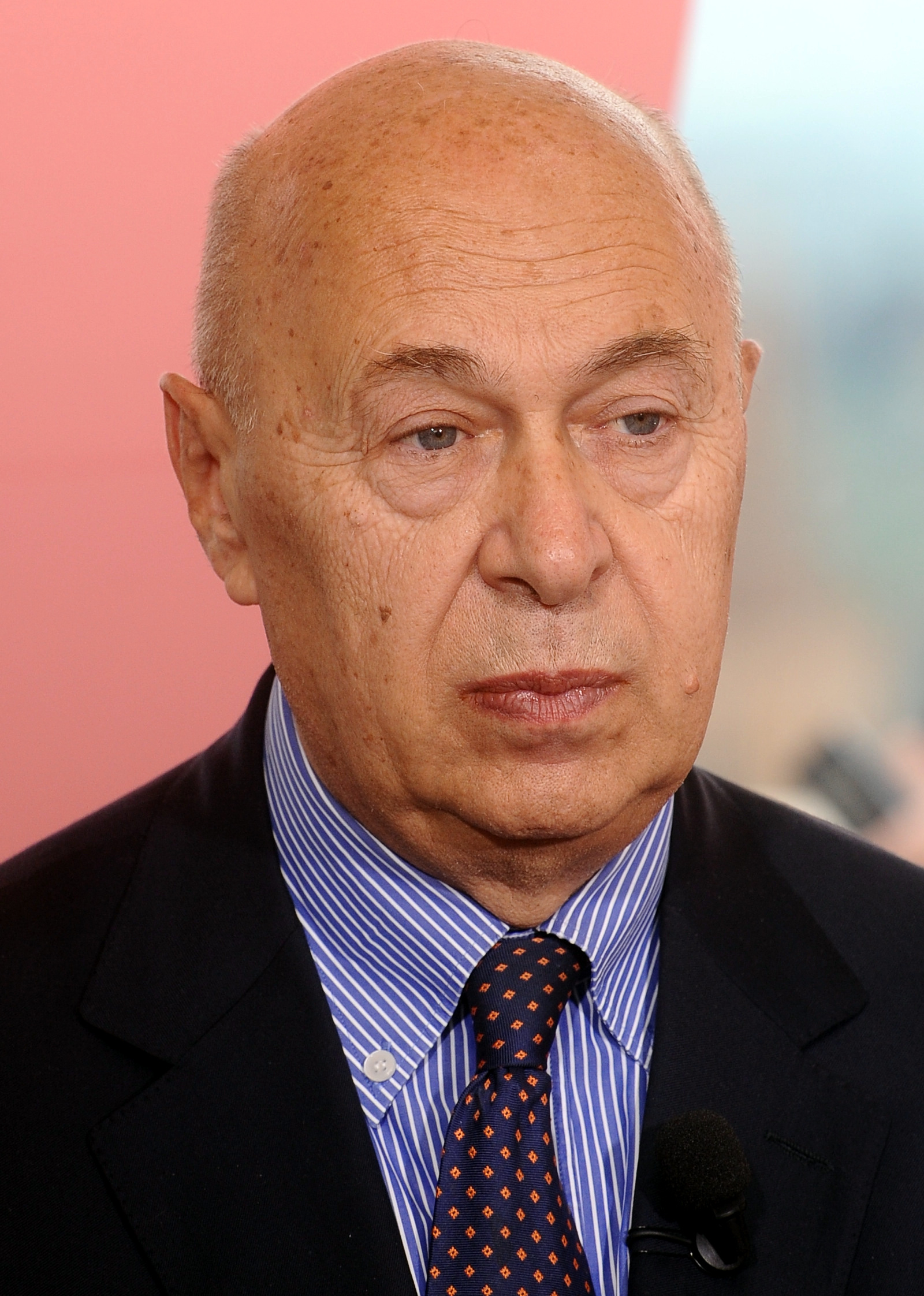
Paolo Mieli (2015)

Paolo Mieli (geboren am 25. Februar 1949 in Mailand) ist ein italienischer Journalist und Autor historischer Sachbücher. Er war langjähriger Direktor der Tageszeitung Corriere della Sera.

## Familie und Ausbildung
Paolo Mieli stammte aus einer jüdischen Familie. Sein Vater Renato Mieli war aus dem ägyptischen Alexandria nach Italien eingewandert, in der Zeit der Rassengesetze des Faschismus im Nahen Osten untergetaucht und als Offizier des Vereinigten Königreichs 1945 nach Italien zurückgekehrt, wo er die italienische Presseagentur Agenzia Nazionale Stampa Associata gründete und sich der kommunistischen PCI anschloss.
Paolo Mieli fing mit 18 Jahren bei der Zeitschrift L’Espresso an, für die er – zuerst unter Eugenio Scalfari – über 20 Jahre lang schrieb. Als Mitglied der außerparlamentarischen Bewegung Potere operaio vertrat er in der 68er-Bewegung zunächst linksradikale Positionen und unterzeichnete 1971 zwei offene Briefe mit, in denen unter anderem anlässlich der Ermordung Giuseppe Pinellis die Solidarität mit linken gewalttätigen Aktivisten erklärte. Er mäßigte seine politischen Ansichten während des Studiums der Geschichte der Neuzeit an der Universität La Sapienza unter dem Einfluss von Rosario Romeo und Renzo De Felice. Mieli schloss sein Studium mit dem akademischen Grad Laurea ab. Seine Abschlussarbeit über den Faschismus betreute De Felice.
Mieli ist in zweiter Ehe mit der Journalistin Barbara Parodi Delfino verheiratet und hat drei Kinder.

## Berufliche Laufbahn
Mieli arbeitete bei L’Espresso als Geschichtsexperte und begann eigene Monographien, vor allem populäre Sachbücher zu zeithistorischen Themen, zu veröffentlichen.
Ab den 1980er Jahren arbeitete er für die größten Tageszeitungen des Landes, zunächst ab 1985 bei La Repubblica und ab 1987 bei La Stampa, deren Direktor (italienisch Direttore responsabile) er am 21. Mai 1990 wurde. Am 10. September 1992 kam er während des Korruptionsskandals Tangentopoli in derselben Position zum Corriere della Sera und legte Wert darauf, gegen Politik und Wirtschaft die journalistische Unabhängigkeit zu bewahren. So schrieb er in seinem ersten Editorial,
„die Autorität einer großen Tageszeitung und ihr gesellschaftliches Gewicht hängen von der Fähigkeit ab, in den Palast die Stimme des Landes zu schicken und getreuer Ausdruck der öffentlichen Meinung zu sein, die in einer demokratischen Gesellschaft die natürliche Abwehr gegen alle Gefahr der Arroganz der Machtzentren ist.“
Seine Position der Unabhängigkeit gegenüber den politischen Strömungen (italienisch terzismo) wurde gerade von linker Seite häufig kritisiert, darunter von Eugenio Scalfari, der meinte, er wisse nicht, was den terzismo von Opportunismus und Trasformismo unterscheide. Mielis journalistischer Stil wurde mielismo genannt, der, wie der Journalist Filippo Ceccarelli urteilt, hohen Geist und niedrige Materie unverwechselbar verbindet. Gianni Agnelli charakterisierte diesen Stil so, dass Mieli einer alten Dame einen Minirock anziehe. Mieli wurde im Mai 1997 von Ferruccio De Bortoli abgelöst, ging daraufhin als Chefredakteur zur RCS MediaGroup, die unter anderem den Corriere della Sera herausgibt, und veröffentlichte weiterhin als Kolumnist in verschiedenen Zeitungen, aus denen eine Reihe von Büchern entstanden.
Mieli wurde am 7. März 2003 von den Präsidenten der beiden Kammern des Italienischen Parlaments zum Chefredakteur des öffentlich-rechtlichen Fernsehsenders RAI berufen, lehnte aber nach einer öffentlichen Auseinandersetzung über seine Rolle gegenüber der Regierung am 12. März ab. Es war vermutet worden, dass die Regierung Berlusconi Mieli berufen hatte, um Vorwürfen der Medienmonopolisierung entgegenzutreten, der Koalitionspartner Lega Nord hatte allerdings gegen Mieli wegen dessen Gehalts- und Personalforderungen opponiert. Er kehrte am 24. Dezember 2004 als Direktor zum Corriere della Sera zurück und sorgte für eine Kontroverse über seine Unabhängigkeit, als er sich vor der Parlamentswahl in Italien 2006 in einem Editorial für die Wahl Romano Prodis zum Ministerpräsidenten aussprach. Er führte ein neues Format und durchgängigen Buntdruck ein. Im April 2009 wurde er wiederum von De Bortoli abgelöst.
Seit 2009 ist Mieli Leiter der RCS Libri, der Buchsparte der RCS-Mediengruppe. Er tritt unter anderem in Fernsehsendungen von Rai 3 als Experte für die Geschichte des 20. Jahrhunderts auf.

## Auszeichnungen
1998 wurde Mieli mit dem Premio Mario Pannunzio, 1999 mit dem Premio Saint-Vincent, 2000 mit dem Premio Ischia Internazionale di Giornalismo und 2001 mit dem Premio Palmi im Bereich Journalismus ausgezeichnet.

## Schriften
- Hrsg.: Il socialismo diviso. Laterza, Rom, Bari 1978.
- Hrsg.: Litigio a sinistra. L’Espresso, Rom 1978.
- Le Storie, la Storia. Rizzoli, Mailand 1999, ISBN 88-17-86036-0.
  - Le Storie, la storia. Dall’Atene di Alcibiade al Giubileo del 2000. Aktualisierte Neuausgabe mit Vorwort von Indro Montanelli. Rizzoli, 2000, ISBN 88-17-86401-3; BUR, Mailand 2013, ISBN 978-88-17-07042-3.
- Storia e politica. Risorgimento, Fascismo e Comunismo. Rizzoli, Mailand 2001, ISBN 88-17-86778-0; BUR, Mailand 2014, ISBN 978-88-17-07124-6.
- La goccia cinese. Diario di un anno tra storia e presente. Rizzoli, Mailand 2002, ISBN 88-17-87103-6.
- Giovanni Leone. Un caso giornalistico degli anni ‘70. USOB-UCSI, Neapel, Rom 2006, ISBN 88-901263-9-6.
- Storia della Prima Repubblica. UTET, Turin 2006, ISBN 88-02-07428-3 (mit drei DVDs).
- 1973: Napoli ai tempi del colera. Un’inchiesta di Paolo Mieli con gli allievi della scuola di giornalismo “Suor Orsola Benincasa” di Napoli. USOB-UCSI, Neapel, Rom 2009, ISBN 978-88-6241-004-5.
- I conti con la Storia. Per capire il nostro tempo. Rizzoli, Mailand 2013, ISBN 978-88-17-07003-4.
- L’arma della memoria. Contro la reinvenzione del passato. Rizzoli, Mailand 2015, ISBN 978-88-17-08429-1.